# Intendència de San Luis Potosí
San Luis Potosí o corregiment-intendència de San Luis Potosí, fou una de les 12 intendències en les que es dividí el virregnat de Nova Espanya per mandat de la Reial Ordenança per a l'establiment i instrucció d'intendents d'exèrcit i província en el regne de la Nova Espanya, promulgada a Madrid en 1786, durant el govern del rei Carles III com a part de les reformes borbòniques. Tingué la capital a la ciutat de San Luis Potosí.
Es tractava d'una de les dues «intendències compostes» que hi hagué al virregnat (junt a la Intendència de Mérida), perquè a més del seu territori provincial tenien al seu càrrec altres territoris amb governadors independents, però subdelegats a l'intendent en el ram d'hisenda. Aquests territoris van ser:
- Governació de Nuevo León
- Governació de la colònia de Nuevo Santander
- Governació de Coahuila
- Governació de Texas

Militarment pertanyia a les anomenades Províncies Internes d'Orient.
El seu territori corresponia als actuals estats mexicans de San Luis Potosí, Nuevo León, Tamaulipas, les parts sud i est de Coahuila, i aproximadament la regió sud-est de Texas i una petita part de l'oest de la Louisiana, als Estats Units.
La intendència de San Luis Potosí es conformava de les següents jurisdiccions:
- San Luis Potosí
- Rioverde
- Santa María del Río
- Valle de San Francisco (en 1792 unit a Santa María del Río)
- Guadalcázar
- Valles
- Venado
- Salinas
- Charcas
- Catorze (partit de Charcas durant parts de la dècada de 1790)

Les següents només depenien de la intendència pel que fa la hisenda:
- Colònia de Nuevo Santander
- Nuevo Reyno de León
- Coahuila (des de 1790)
- Parres (de la intendència de Durango; s'agrega al govern de Coahuila en l'àmbit polític, però com a subdelegació immediatament subjecta a intendència de San Luis Potosí. Des de 1790)
- Saltillo, separat de Parras (des de 1803)
- Texas (des del 1790)